# Вагон метро типу Еж
Ваго́ни метрополіте́ну ти́пу Еж були створені на базі вагонів типу Е. Випускалися в двох модифікаціях: Еж (заводське позначення 81-707, можуть використовуватися як головні й проміжні), Еж1 (заводське позначення 81-708, полегшений варіант Еж — можуть використовуватися лише як проміжні, для використання як головні потребують дооснащення).

## Модифікації
- Еж1 — проміжний вагон.
- Еж2 — дослідний покращений варіант.
- Еж3 — вагон з потужнішими тяговими двигунами ДК-116А часовий потужністю 72 кВт (проти колишньої 68 кВт) і наявністю в силового ланцюга тиристорних регуляторів ослаблення збудження для плавного управління струмом збудження ТЕД при гальмуванні на високих швидкостях.
- Еж4 — проміжний вагон з пневматичною системою.
- Еж5 — головний вагон з пневматичною системою.
- Еж6 — проміжний вагон Еж3 для системи Д6.

## Історія Еж та Еж1
Модель мала стати перехідною до вагонів нового типу Ж, який так і не був створений. Випускалися з 1970 до 1973 року. Номери вагонів Еж та Еж1: 5101-5560.

## Експлуатація Еж, Еж1 та Еж3
На 2009 рік експлуатуються в Київському метрополітені на Святошинсько-Броварській лінії, Московському метрополітені на Арбатсько-Покровскій та Філівській лініях та в Харківскому метрополітені на Холодногірсько-Заводській лінії (Еж3 та ЕМТ508).

## Модернізації

### Е-КМ
Впродовж 2014—2017 років на Святошинсько-Броварській лінії модернізацію пройшли 135 вагонів на Крюківському вагонобудівному заводі за рахунок коштів отриманих в рамках Кіотського протоколу від Японії. Вагони отримали назву Е-КМ та оснащені сучасними тяговим електроприводом фірми Mitsubishi Electric з асинхронними двигунами.